# Camilla Wicks
Camilla Dolores Wicks (Long Beach, 9 de agosto de 1928 - 25 de noviembre de 2020) fue una violinista estadounidense y una de las primeras violinistas en establecer una importante carrera internacional. Su carrera interpretativa incluyó apariciones en solitario con las principales orquestas sinfónicas europeas y americanas, incluidas la Filarmónica de Nueva York, la Orquesta de Filadelfia y la Orquesta Sinfónica de Chicago.

## Primeros años
Camilla Dolores Wicks nació en Long Beach, California. Su padre nacido en Noruega, Ingwald Wicks (Ingvald Kristian Eriksen Varhaugvik), fue un distinguido violinista y profesor. Su madre pianista estudió con el compositor Xaver Scharwenka. Wicks se hizo famosa cuando era una niña prodigio, haciendo su debut en solitario a los 7 años con Mozart 's Concierto para violín n.º 4 en el Auditorio Municipal de Long Beach. A los 8 años interpretó el Primer Concierto de Bruch y un año después el Primer Concierto de Paganini. Fue a estudiar con Louis Persinger en la Juilliard School de Nueva York. En 1942, Persinger acompañó a Wicks cuando hizo su debut en solitario a los 13 años con la Filarmónica de Nueva York.

## Carrera
En la siguiente década, actuó regularmente con muchos de los mejores directores del mundo (Walter, Reiner, Stokowski, Rodzinski, Ehrling) y en distintas orquestas. Realizó extensas giras por Europa y fue muy popular en Escandinavia. El compositor finlandés Jean Sibelius admiraba enormemente la interpretación de su concierto, del que hizo una grabación en 1952 para el sello Capitol. También hizo varias grabaciones para HMV, Mercury y Philips.
Camilla Wicks exploró una amplia gama de repertorios y promovió muchas obras menos conocidas, en particular de compositores escandinavos, quienes a su vez escribieron muchas obras para ella. La compositora y violinista noruega, Bjarne Brustad le dedicó varias obras para violín. Wicks fue una defensora de los compositores escandinavos contemporáneos: interpretó conciertos de Fartein Valen y Hilding Rosenberg, y dio el estreno mundial de los de Harald Saeverud y Klaus Egge. También disfrutó de una estrecha colaboración con Ernest Bloch.

## Vida post-artística
Wicks se casó en 1951 y, en la cúspide de su carrera, se retiró unos años para dedicarse a sus cinco hijos. Más tarde, Wicks reanudó su carrera como intérprete de forma intermitente y se convirtió en una profesora muy solicitada. Enseñó en varias facultades estadounidenses, incluidas la Universidad Estatal de Luisiana, la Universidad de Michigan y la Universidad Rice.
Fue invitada a dirigir el Departamento de Cuerdas de la Real Academia de Oslo a principios de la década de 1970 y allí se le concedió una cátedra vitalicia. Muchos de los violinistas de las principales orquestas noruegas, incluido Henning Kraggerud, estaban entre sus antiguos alumnos. En 1999, fue nombrada Caballero de la Real Orden del Mérito de Noruega por su contribución a la música en ese país. Wicks ocupó la cátedra Isaac Stern en el Conservatorio de San Francisco antes de retirarse en 2005. Se han reeditado grabaciones de estudio y conciertos en los sellos Music & Arts, Biddulph y Simax.
Wicks falleció el 25 de noviembre de 2020, a la edad de noventa y dos años.

## Grabaciones seleccionadas
- El arte de Camilla Wicks (CD de música y artes 1160)
- Conciertos de Camilla Wicks de Sibelius, Valen y piezas cortas (Biddulph CD 80218)
- Camilla Wicks toca Conciertos de Walton y Brustad (Simax CD PSC 1185)
- Camilla Wicks: Grandes artistas noruegos 1945-2000 Vol. III (Simax CD PSC 1832)
- Camilla Wicks: Conciertos y piezas para violín (Profil CD PH18095)